# Jon Ericsson
Jon Ericsson, folkbokförd Eriksson, född 2 maj 1974, är en svensk före detta fotbollsspelare som representerat GIF Sundsvall, Gefle IF och Umeå FC i Allsvenskan.
Ericsson flyttade till GIF Sundsvall från Umeå FC inför säsongen 2000. Mellan 2003 och 2005 spelade han för Gefle IF. Han avslutade karriären efter säsongen 2005, då Gefle klarat sig kvar i Allsvenskan.